# Солдати удачі (фільм)
«Солдати удачі» (англ. «Soldiers of Fortune») — американський фільм режисера Максима Коростишівського. Слоган фільму: «To stop the worst you have to send the best».

## Опис фільму
Про багатіїв цього світу, яких уже не цікавлять гроші, адже вони вже перепробували і взяли від життя все, але бажають випробувати нові гострі відчуття. Головні герої: успішний банкір з Уолл-Стріт, талановитий розробник відеоігор, міжнародний торговець зброєю, російський алюмінієвий олігарх і один із засновників мобільного зв'язку. Усі вони платять свої власні гроші, аби потрапити на війну і отримати велику дозу адреналіну. При висадці на острів, де повинні проходити військові дії, відразу все йде не так. Їхні човни тонуть, охорону насправді вбивають і герої починають розуміти, що це жодним чином не постановна війна, а відбувається все по-справжньому в реальності. Не маючи ніякої можливості вибратися з острова, непідготовлені мільйонери потрапляють у самий центр ворожої території, і комфортна гра в солдатів удачі перетворюється на реальний бій з противником. Їх переслідують озброєні люди, а герої ведуть себе як діти, панікують і постійно лаються. Чи зможуть розпещені розкішшю і комфортом мільйонери вибратися з острова живими?

## Актори
- Шон Бін
- Крістіан Слейтер
- Домінік Монаган
- Вінг Реймз
- Джеймс Кромвелл
- Фредді Родрігес
- Колм Міні
- Райан Донох'ю
- Чарлі Бьюлі
- Сара Анн Шультс